# 片石千春
片石 千春（かたいし ちはる、4月18日 - ）は、日本の女性声優。埼玉県川口市出身。

## 経歴
日本女子大学附属高等学校、日本女子大学文学部社会福祉学科卒業。
劇団自転車キンクリートを経て、青二プロダクションに所属していたが、1997年に引退。2017年9月1日に青二プロダクション再所属を果たす。

## 人物
外国語はドイツ語、英語。
趣味は韓国語。特技は早口。
資格・免許は普通自動車免許。

## 出演
太字はメインキャラクター。

### テレビアニメ
1988年
- ゲゲゲの鬼太郎（第3作）（花子）
- ハロー!レディリン（セーラ・フランシス・ラッセル）
- ビックリマン（野聖エルサM）

1989年
- 悪魔くん（1989年 - 1990年、鳥乙女、豆ユーレイ）

1990年
- たんけんゴブリン島（魔女）

1991年
- キテレツ大百科（真理）
- 魔法使いサリー（1989年版）（ユリ子の母、ブーケ）

1992年
- 美少女戦士セーラームーン（1992年 - 1996年、カリコ床山、風雷鬼、ネコンネル、チョーコッカー、ミズゲイ子、サキ） - 5シリーズ

1993年
- GS美神（由布子）

1995年
- アニメ世界の童話（長女）

2018年
- ラーメン大好き小泉さん（ハナの母）

### 劇場アニメ
1989年
- 悪魔くん（鳥乙女）

1990年
- 悪魔くん ようこそ悪魔ランドへ!!（鳥乙女）

### OVA
- アミテージ・ザ・サード（ジェシカ・マニング）
- Crying フリーマン（日野絵霧[1]）
- 勝利投手（国政克美[1]）
- 悪魔（デイモス）の花嫁 蘭の組曲
- 巴がゆく!（青柳司[1]）

### ゲーム
- チームイノセント（エリアル）
- 天外魔境 ZIRIA（タマモ姫、若トノ、おカヨ、ざおう温泉の看板娘、おサエ）

### ドラマCD
- 悪魔くん バラエティワールド 見えない学校 悪魔教室（鳥乙女）

### 吹き替え
- デモンズ（ハンナ）

### 楽曲
- 『アディオス・セニョール』 ※『悪魔くん』の鳥乙女ナスカとして

### ラジオ
- いう気リンリン（トピッカー）
- ケント サウンド ライク ラブ（アシスタント）

### その他
- テレビ番組
  - ゲーム王（ゲーム女王、ナレーター）
  - ボイズンガルズ（ナレーター[1]）
- 21世紀の仕事シリーズ（ナレーター）
  - 公務員編
  - 看護婦編
  - 調理師編
  - 工芸家編
  - ジャーナリスト編
  - 建築技術者編
  - 保母・幼稚園教諭編
  - アナウンサー・ニュースキャスター編
  - コンピューター編
  - 警察官編
  - 整備士編
  - 美容師・理容師編
  - 医療技術者編
  - グラフティックデザイナー・工業デザイナー編
  - 環境を守る人々編
- カセットブック
  - 灼熱の竜騎兵 PART1 惑星ザイオンの嵐（イブリン）
  - 灼熱の竜騎兵 PART2 惑星ザイオンの嵐（イブリン）